# 河图镇 (重庆市)
河图乡，是中华人民共和国重庆市南川区下辖的一个乡镇级行政单位。

## 行政区划
河图乡下辖以下地区：
河图村、冒水村、长坪村、上河村、虎头村、骑坪村和中图村。